# US Triestina Calcio
Unione Sportiva Triestina este o echipă de fotbal din Trieste, regiunea Friuli-Veneția Giulia. A fost fondată în 1918. În prezent joacă în Serie B. Culorile sale sunt albul și roșul.

## Lotul actual
La 9 ianuarie 2010.
| Nr. |                   | Poziție | Jucător                                           |
| --- | ----------------- | ------- | ------------------------------------------------- |
| 1   | Italia            | P       | David Dei                                         |
| 3   | Italia            | F       | Rocco Sabato                                      |
| 4   | Italia            | M       | Luca Tabbiani                                     |
| 5   | Italia            | F       | Giuseppe Scurto                                   |
| 6   | Elveția           | F       | Alain Nef (împrumutat de la Udinese)              |
| 7   | Italia            | A       | Francesco Volpe (împrumutat de la Livorno)        |
| 8   | Italia            | F       | Daniele Magliocchetti (împrumutat de la Cagliari) |
| 9   | Italia            | M       | Giorgio Gorgone (vice căpitan)                    |
| 10  | Italia            | A       | Cristian Pasquato (împrumutat de la Juventus)     |
| 12  | Italia            | M       | Nicola Princivalli (căpitan)                      |
| 13  | Italia            | F       | Dario D'Ambrosio                                  |
| 14  | Italia            | M       | Roberto D'Aversa                                  |
| 15  | Republica Irlanda | M       | Conors McCormack                                  |
| 16  | Italia            | F       | Marcello Cottafava                                |
| 17  | Austria           | A       | Marko Stankovic                                   |
| 20  | Cehia             | A       | Jaroslav Šedivec                                  |

| Nr. |          | Poziție | Jucător                                    |
| --- | -------- | ------- | ------------------------------------------ |
| 21  | Italia   | M       | Emiliano Testini                           |
| 23  | Italia   | A       | Luigi Della Rocca                          |
| 25  | Italia   | M       | Andrea Cossu                               |
| 27  | Italia   | P       | Alex Calderoni                             |
| 30  | Italia   | M       | Riccardo Gissi                             |
| 32  | Italia   | F       | Riccardo Colombo (împrumutat de la Torino) |
| 44  | Italia   | F       | Riccardo Brosco (împrumutat de la Roma)    |
| 62  | România  | A       | Cristian Cristea                           |
| 77  | Italia   | M       | Luca Siligardi                             |
| 83  | România  | M       | Adrian Florin Pit (împrumutat de la Roma)  |
| 88  | Brazilia | A       | Sodinha                                    |
| 90  | Italia   | P       | Riccardo Durandi                           |
| 91  | Italia   | M       | Claudio Pani                               |
| 97  | Franța   | F       | Thierry Audel                              |
| 99  | Italia   | A       | Denis Godeas                               |

### Împrumutați la alte echipe
| Nr. |        | Poziție | Jucător                          |
| --- | ------ | ------- | -------------------------------- |
|     | Italia | A       | Matteo Ardemagni (la Cittadella) |

## Jucători notabili
- Franco Causio
- Francesco De Falco
- Tiziano Ascagni
- Alberto Aquilani
- Marco Borriello
- Francesco Romano
- Cesare Maldini
- Daniele Galloppa
- Carlo Rigotti
- Gino Colaussi
- Piero Pasinati
- Nereo Rocco
- László Szőke
- Pablo Granoche

## Antrenori notabili
- Nereo Rocco

## Sezoane jucate de US Triestina Calcio în campionatul Italiei
| Serie | Sezoane | Sezonul de debut | Ultimul sezon |
| ----- | ------- | ---------------- | ------------- |
| A     | 28      | 1928-1929        | 1958-1959     |
| B     | 25      | 1924-1925        | 2009-2010     |
| C     | 27      | 1961-1962        | 2001-2002     |
| D     | 4       | 1971-1972        | 1994-1995     |